# Joan Peters
Joan Peters (29. dubna 1938 – 6. ledna 2015) byla americká spisovatelka. Pocházela z židovské rodiny a nejprve pracovala jako novinářka. V sedmdesátých letech na sérii dokumentárních filmů pro společnost CBS; tématem dokumentů byl Izraelsko-palestinský konflikt. V roce 1984 vydala knihu From Time Immemorial věnující se izraelsko-palestinskému konfliktu. Zemřela v lednu roku 2015 ve věku 78 let.